# Durdle Door

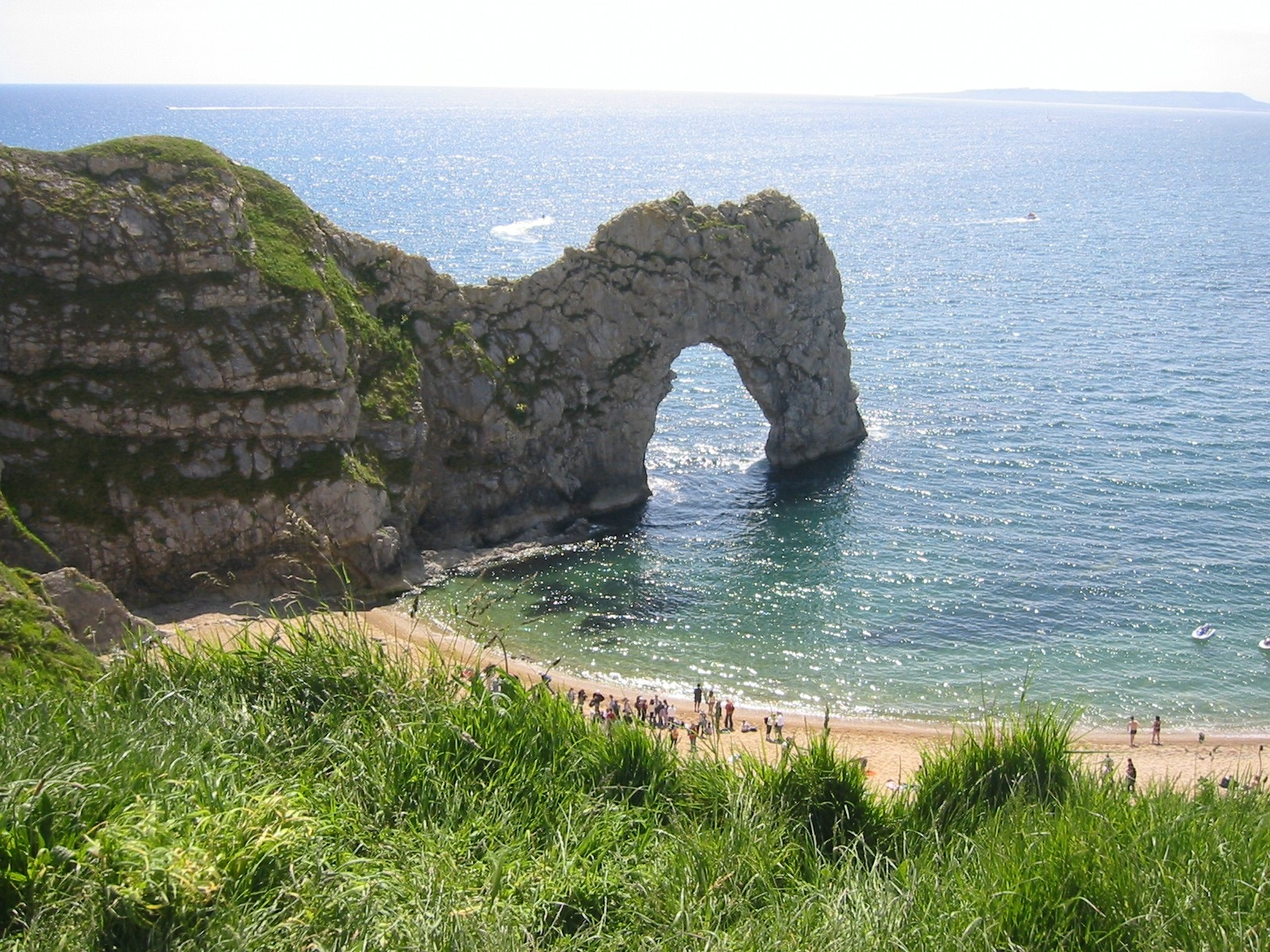
Durdle Door

Durdle Door (zurückgehend auf altenglisch thirl ‚Bohrloch‘, ‚Durchbohrung‘) ist eine natürliche Felsbrücke aus Kalkstein an der auch als Tourismusregion bekannten Jurassic Coast, einem von der UNESCO als Weltnaturerbe ausgezeichneten Abschnitt der Südenglischen Kreideküste. Die Gesteinsformation befindet sich in der Grafschaft Dorset in der Nähe von West Lulworth. Das Gelände gehört zum Gebiet des etwa 50 Quadratkilometer umfassenden Lulworth Estate, das sich im Privatbesitz der wohlhabenden Grundbesitzerfamilie Welds befindet, aber für die Öffentlichkeit zugänglich ist.

## Tourismus
Durdle Door gilt als ein Wahrzeichen dieses Teils der Küste, und der unmittelbar daneben befindliche Strand ist ein beliebter Badeplatz. Jährlich sind rund 200.000 Besucher an dem Ort zu verzeichnen, der seit 1967 auch schon mehrfach als Schauplatz für Filmszenen und Musik-Videoclips, so etwa für Shout von Tears for Fears, diente.
Am Durdle Door führt der South West Coast Path vorbei, ein Weitwanderweg, der unter anderem die gesamte Jurassic Coast entlangführt.
In der Vergangenheit sprangen wiederholt Personen von dem etwa 60 Meter hohen Bogen ins Meer – was verboten ist und wobei es mehrfach zu ernsten Verletzungen kam.